# Zweden op het Junior Eurovisiesongfestival 2010
Zweden nam deel aan het Junior Eurovisiesongfestival 2010, dat gehouden werd in Minsk, Wit-Rusland. Het was de 7de deelname van het land op het Junior Eurovisiesongfestival. SVT was verantwoordelijk voor de Zweedse bijdrage voor de editie van 2010.

## Selectieprocedure
In juli 2010 maakte SVT bekend dat het terug zou deelnemen aan het Junior Eurovisiesongfestival, nadat het dit ook al had gedaan van 2003 tot en met 2005. In 2006 verliet de Zweedse openbare omroep samen met het Noorse NRK en het Deense DR het Junior Eurovisiesongfestival om samen de Melodi Grand Prix Nordic een nieuw leven in te blazen. Zweden bleef wel deelnemen aan het festival, aangezien de commerciële zender TV4 de rechten overnam. Echter, begin 2010 liet TV4 weten niet langer te willen participeren aan het kinderfestival, waarna SVT opnieuw in beeld kwam om Zweden te vertegenwoordigen, aangezien de Melodi Grand Prix Nordic niet zou plaatsvinden in 2010.
Van 2003 tot en met 2005 werd de Zweedse kandidaat voor het Junior Eurovisiesongfestival gekozen via Lilla Melodifestivalen, het kleine broertje van Melodifestivalen. Ook ten tijde van de Melodi Grand Prix Nordic werd de Zweedse kandidaat in Lilla Melodifestivalen gekozen. SVT besloot dit jaar evenwel niet door te gaan met het kinderfestival. De Zweedse kandidaat voor het Junior Eurovisiesongfestival 2010 werd intern gekozen, zo liet SVT in augustus 2010 weten. Op 1 oktober maakte de Zweedse openbare omroep bekend dat de keuze was gevallen op Josefine Ridell. Vier dagen later werd het lied gepresenteerd: Allt jah vill ha.

## In Minsk
In Minsk trad Zweden als zesde van veertien landen aan, na Oekraïne en voor Rusland. Aan het einde van de puntentelling stond Josefine Ridell op een bescheiden elfde plaats, met 48 punten. Het hoogste aantal punten kreeg Zweden van België. De Belgen hadden acht punten veil voor Allt jag vill ha.